# Geay, Charente-Maritime
Geay är en kommun i departementet Charente-Maritime i regionen Nouvelle-Aquitaine i västra Frankrike. Kommunen ligger  i kantonen Saint-Porchaire som ligger i arrondissementet Saintes. År 2022 hade Geay 783 invånare.

## Befolkningsutveckling
Antalet invånare i kommunen Geay
Referens:INSEE